# Eines Tages (Album)
Eines Tages ist das Debütalbum von Frei.Wild, einer Rockband aus Brixen in der italienischen Provinz Südtirol. Es erschien im Jahr 2002 in Eigenproduktion und wurde über Mindcomunicazione vertrieben. 2006 wurde es über Frei.Wilds damaliges Label Asphalt Records mit einer Auflage von 1000 Exemplaren wiederveröffentlicht. Außerdem verlegte Frei.Wilds jetziges Label Rookies & Kings das Album am 9. Oktober 2009 neu.

## Musikstil und Inhalt
Das Album enthält überwiegend rockige, schnellgespielte Lieder (z. B. Rache muss sein, Terror). Eine Ausnahme bildet der Tributsong Eines Tages, der auch ruhigere Passagen beinhaltet. Die Texte des Tonträgers gehen in unterschiedliche Richtungen. So handeln die Stücke Brüderlein, zum Wohl und Wochenendsparty vom Feiern und vom Alkoholgenuss, während Europa ein Loblied auf den Kontinent Europa ist, der eine deutlich größere Sicherheit als andere Regionen der Erde biete. Die Aufnahmequalität ist noch nicht auf dem Niveau von späteren Alben der Band.

## Covergestaltung
Das ursprüngliche Albumcover ist sehr einfach gehalten. Es zeigt ein schwarz-weißes Bild einer Bahnstrecke, am oberen Rand steht Frei.Wild und am unteren Rand Eines Tages in dunkelblauen Buchstaben. Spätere Auflagen ziert ein schwarz-weiß Foto, das die vier Bandmitglieder bei Nacht aus der Froschperspektive zeigt. Im oberen rechten Teil des Bildes befindet sich der typische Frei.Wild-Schriftzug in weiß und unten rechts steht der Titel Eines Tages in schwarz.

## Titelliste
| # | Titel                               | Länge |
| - | ----------------------------------- | ----- |
| 1 | Brüderlein, zum Wohl                | 2:39  |
| 2 | Rache muss sein                     | 3:16  |
| 3 | Europa                              | 3:32  |
| 4 | Ziel                                | 3:29  |
| 5 | Eines Tages (R.I.P. Roffler + Alex) | 3:48  |
| 6 | Ich bleib daheim                    | 2:52  |
| 7 | Feuchte Augen                       | 2:28  |
| 8 | Wochenendsparty                     | 2:51  |
| 9 | Terror                              | 2:50  |

## Chartplatzierungen
Nach Wiederveröffentlichung im Jahr 2022 stieg Eines Tages für eine Woche auf Platz 51 in die deutschen Albumcharts ein.

## Indizierungsverfahren
Im November 2013 veranlasste die Thüringer Ministerin für Soziales, Familie und Gesundheit, Heike Taubert (SPD), nach Anregung durch den Journalisten Thomas Kuban bei der Bundesprüfstelle für jugendgefährdende Medien eine Überprüfung der Veröffentlichungen von Frei.Wild. Die Überprüfung der BPjM bezog sich daraufhin ausschließlich auf das Lied Rache muss sein. Der Antrag wurde von der BPjM aus formalen Gründen abgelehnt, da die vom thüringischen Sozialministerium im Antrag genannten Websites bzw. URLs nicht mehr abrufbar seien. Vom umstrittenen Song Rache muss sein distanzierte sich Philipp Burger zwischenzeitlich. Im Januar 2014 wurde der Song Rache muss sein ein zweites Mal vom Thüringischen Sozialministerium beanstandet. In dem zweiten Indizierungsantrag wurde die CD Eines Tages beigelegt. Nach einer neuerlichen Prüfung am 6. Februar 2014 entschied die Bundesprüfstelle für jugendgefährdende Medien zugunsten von Frei.Wild und lehnte eine Indizierung ab. Als Begründung wurde angegeben, dass der künstlerische Kontext im Album Eines Tages ansonsten gewaltfrei und zum Teil explizit gewaltablehnend sei.